# ローザンヌ
ローザンヌ（フランス語・ドイツ語: Lausanne フランス語: [lozan] ドイツ語: [loˈzan]、イタリア語・ロマンシュ語: Losanna イタリア語: [loˈzanna]）は、スイスのヴォー州に属する基礎自治体（コミューン） で、同州の州都。フランス語圏に属する。

## 概要

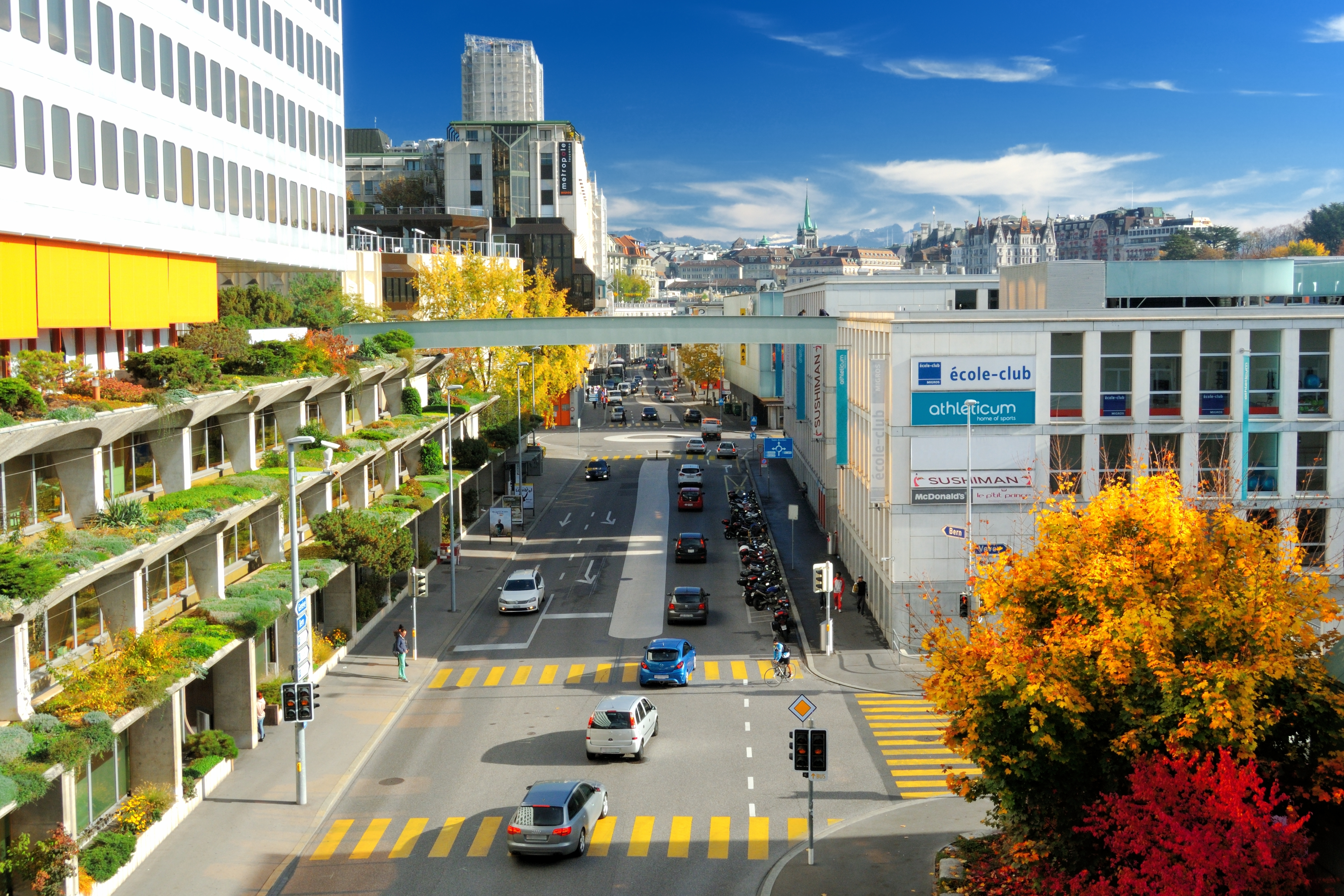
秋のローザンヌ

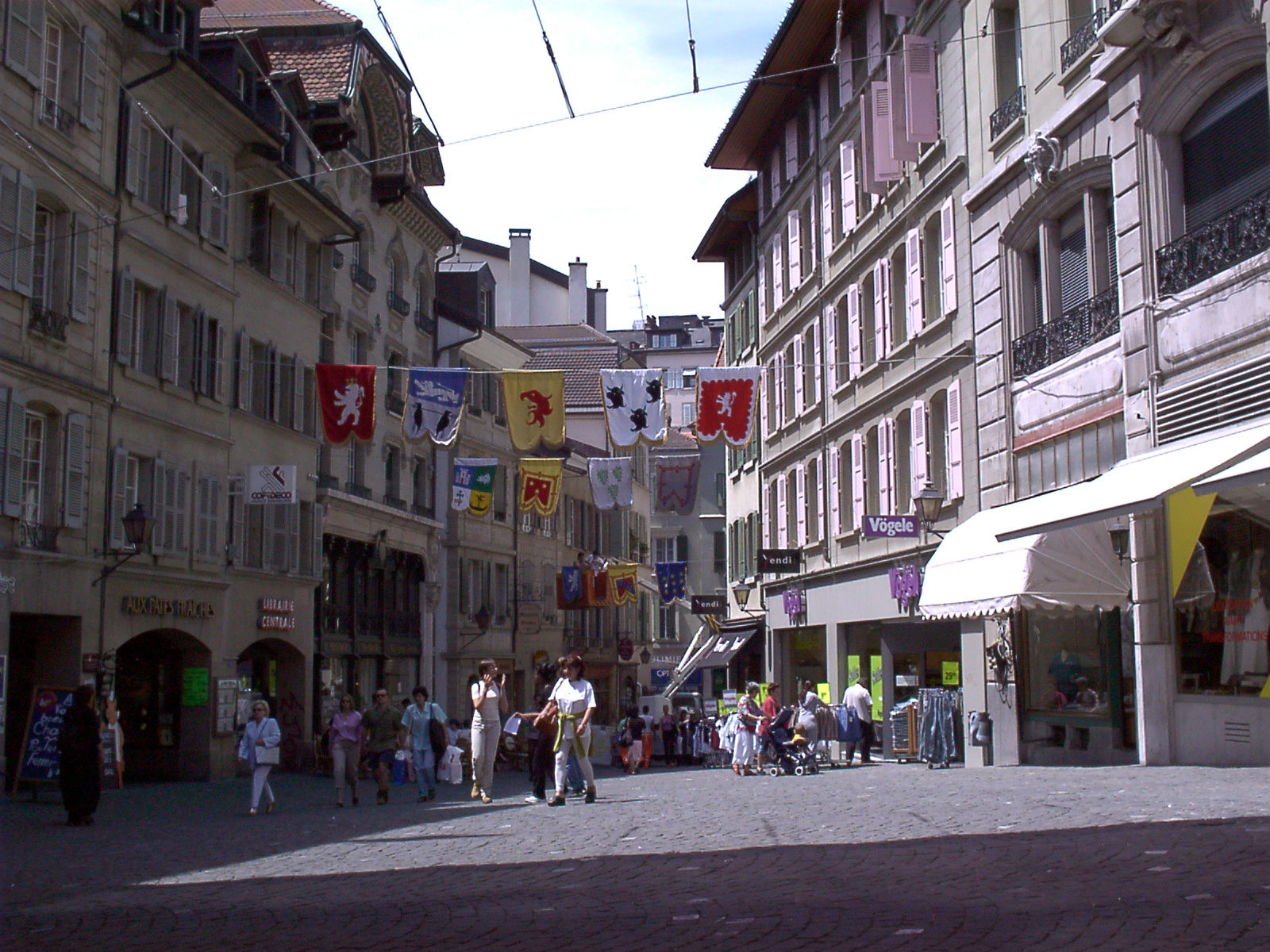
ローザンヌの街並み

レマン湖の北岸に位置する。近隣の主要都市としては、約80キロメートル北東にベルン、レマン湖に沿って約50キロメートル南西にジュネーヴが位置する。
スイス連邦の連邦最高裁判所が置かれ、同国の「司法首都」となっている。
国際オリンピック委員会（IOC）の本部が置かれており、「オリンピックの首都（Olympic Capital）」とも呼ばれる。2020年には第3回冬季ユースオリンピックが行われた。国際柔道連盟（IJF）、国際スケート連盟（ISU）、世界野球ソフトボール連盟（WBSC）の本部もここに置かれている。
1973年より、若手バレエダンサーの登竜門として知られるローザンヌ国際バレエコンクールが開催されていることでも知られる。

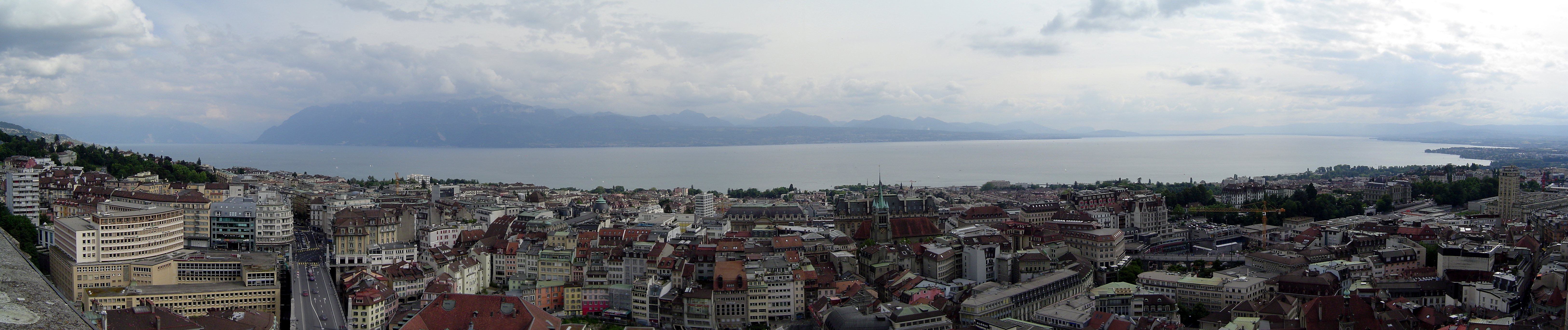

## 歴史

### 古代
古代ローマ人が軍の野営地を、レマン湖の近く、現在のヴィディ（Vidy）やウシー（Ouchy）周辺に建て、Lousonnaと呼んだ。また、丘の上の城壁を"'Lausodunon"または"Lousodunon"と呼んだ。
ローマ帝国が崩壊し、安全上の問題から、街の中心が防御により適した現在の場所に移った。街はサヴォイア家とローザンヌ司教の支配を受けた。1536年から1798年まで、ベルンの支配下に入り、教会に掛けられていたタペストリーを含む数多くの文化的な宝物が永久的に持ち去られた。ローザンヌはそれらを取り戻そうと何度も要求している。ナポレオン戦争の間に状況が変化し、誓約者同盟、すなわちスイス連邦に加わり、1803年に新しく形成されたヴォー州の州都となった。

### 近代
1923年、この地でローザンヌ条約が成立し、トルコがセーヴル条約を廃して主権を回復した。
1950年代から70年代にかけて、数多くのイタリア人、スペイン人、ポルトガル人が移住してきた。その多くはレナン（Renens）の工業地区に居住し、地方議会を形成した。
街は伝統的に穏やかであったが、1960年代と1970年代初期に若者のデモが連続し、警官隊と衝突を起こした。その後、2003年の主要国首脳会議への抗議が起きるまで、街は穏やかであった。

## 姉妹都市・提携都市
- クロアチア共和国 オシエク（1997年）

## 教育
ローザンヌは世界クラスの教育機関がいくつかあることでも有名である。
- スイス連邦工科大学ローザンヌ校（ローザンヌ工科大学とも、École Polytechnique Fédérale de Lausanne、EPFL）
- ローザンヌ大学（Université de Lausanne、UNIL） - 1537年開設の由緒ある大学。タイ国王ラーマ9世が留学していたことでも知られる。
- 国際経営開発研究所（IMD、International Institute for Management Development） - 国際MBAのビジネススクールとして高名。
- ローザンヌホテル経営科大学（École hôtelière de Lausanne）

## 交通

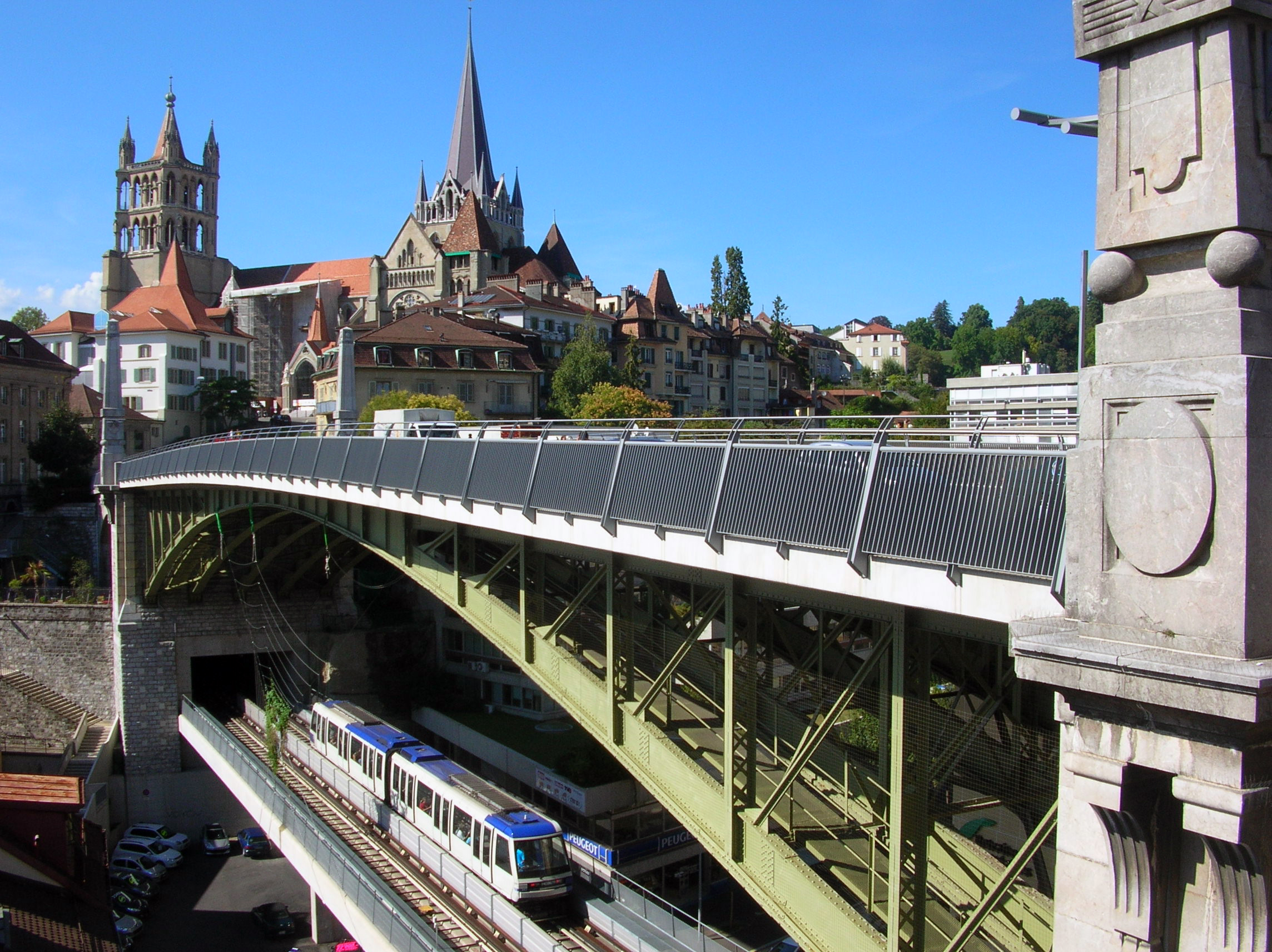
シャルルベシエール橋とローザンヌ地下鉄

### 鉄道
電車
- スイス連邦鉄道（CFF） - ローザンヌ駅には、ジュネーヴ、ベルンなどのスイス各地を結ぶ路線や、フランス、ドイツ、イタリアなどに至る国際線が発着している。また、RER（Sバーン）の一種であるヴォー州RER（Réseau Express Vaudois、RER Vaudois）により、ローザンヌ駅を中心とした近郊電車のネットワーク7路線が運行されている。

地下鉄
- ローザンヌ地下鉄（Métro de Lausanne）- スイス唯一の地下鉄である。
  - m1 - 1991年5月24日開通に開通したライトレール規格の地下鉄。中心部のローザンヌ・フロン駅からレマン湖畔のUNIL、EPFLなどを経て西郊のレナン駅を結ぶ。ローザンヌ・フロン駅でm2に、レナン駅でCFFに接続する。
  - m2 - 2008年10月27日、レマン湖畔のウシー駅から丘陵のクロワゼット駅を南北に結ぶ路線として開通した。ウシー駅からローザンヌ・フロン駅までは、1877年に開通し2006年に運行を終了したかつてのローザンヌ・ウシー地下鉄（Métro Lausanne–Ouchy）の路線を利用して建設された。m1およびLEBとはローザンヌ・フロン駅で、CFFとはローザンヌ駅で接続。

その他
- ローザンヌ-エシャラン-ベルシェ鉄道（Chemin de fer Lausanne-Échallens-Bercher、LEB） - ローザンヌ・フロン駅からエシャラン駅を経て北部のベルシェ駅までを結ぶ。

### バス
バス路線
ローザンヌ地域公共交通（Transports Publics de la région Lausanne、TL）によってトロリーバスおよびバスが運行されている。

### 港湾
定期航路
レマン湖畔のウシーからは、対岸のフランス・エヴィアン＝レ＝バンへの定期航路がある。

## 観光

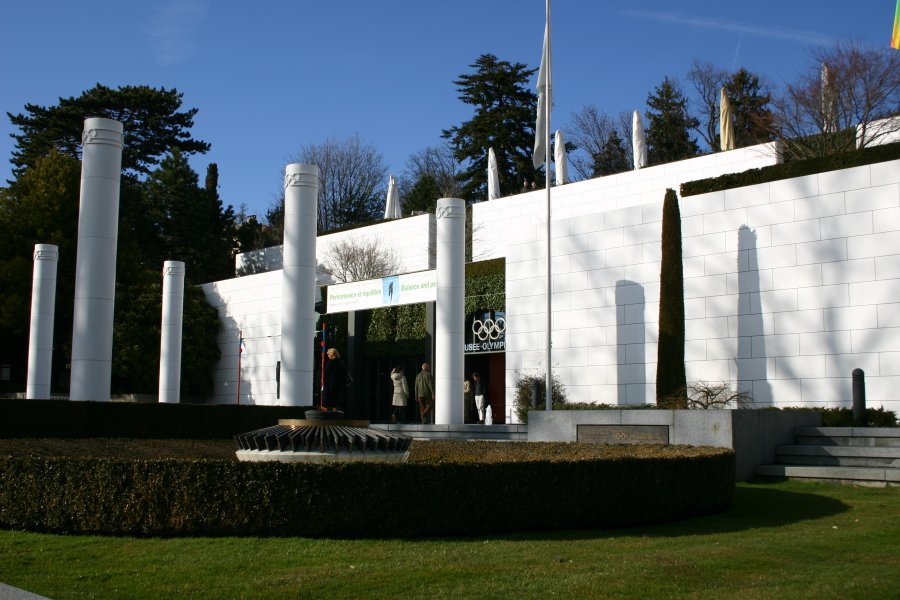
オリンピック博物館

- オリンピック博物館（Musée Olympique） - 過去のオリンピック大会に関する様々な記念品が展示されている世界で唯一の博物館。

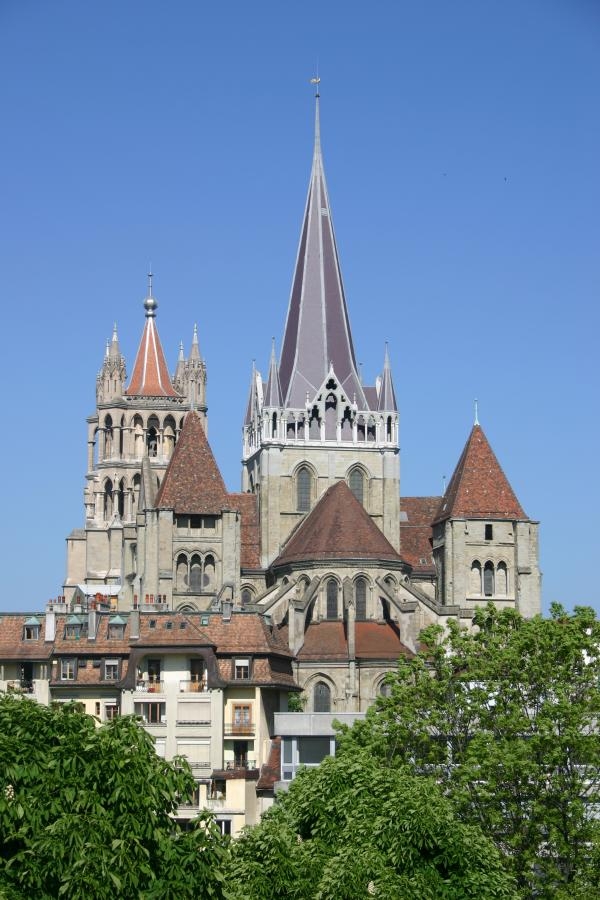
ローザンヌ大聖堂

- ローザンヌ大聖堂 - ゴシック様式の聖堂。鐘楼からは市街やレマン湖が一望できる[6]。
- アール・ブリュット・コレクション（Collection de l'Art Brut） - フランスの画家ジャン・デュビュッフェが集めたアール・ブリュットの作品を展示する美術館。
- ウシー城
- MUDAC近代美術館

## 関係者

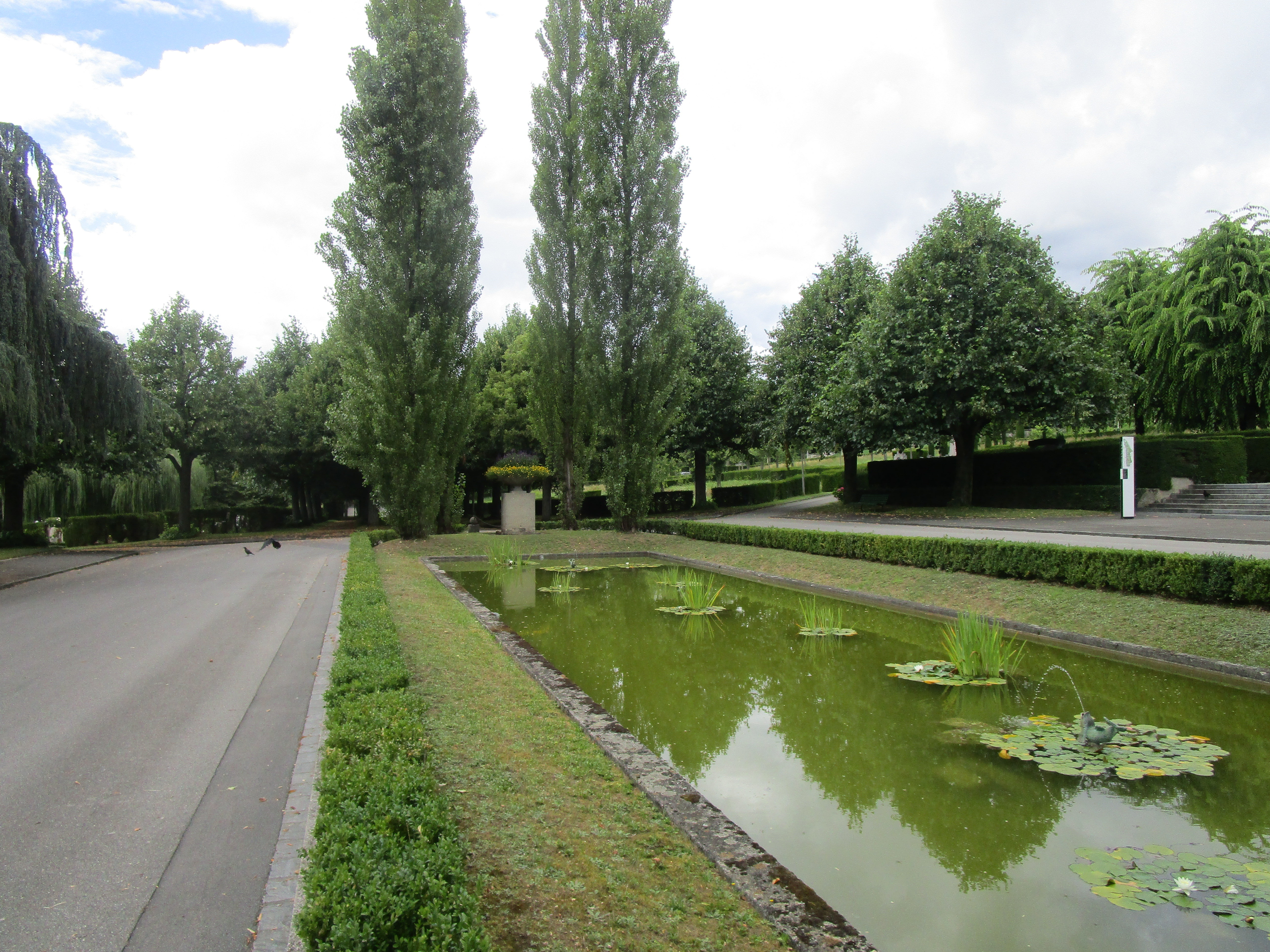
ボア＝ドゥ＝ヴォー墓地

### ローザンヌ出身の人物
- アレホ・カルペンティエル - キューバの小説家
- バンジャマン・コンスタン - 小説家・思想家
- スタニスラス・ワウリンカ - 男子プロテニス選手
- ステファヌ・シャピュイサ - サッカー選手
- シャルル・デュトワ - 指揮者
- エゴン・フォン・ファーステンバーグ - ファッションデザイナー
- ウボンラット - ラーマ9世の娘
- テオフィル・アレクサンドル・スタンラン - 画家
- フェリックス・ヴァロットン - 画家
- ベルナール・チュミ - 建築家
- アンヌ＝マリー・ミエヴィル - 映画監督、映画製作会社「ペリフェリア」社長
- イヴ・イェルサン - 映画監督
- ヴァンサン・ペレーズ - 俳優

### ローザンヌにゆかりある人物
- エドワード・ギボン - 18世紀後半のイギリスの歴史家。著作に「ローマ帝国衰亡史」など。青少年期に同地のプロテスタントの牧師の下で過ごす。
- ウジェーヌ・エマニュエル・ヴィオレ・ル・デュク - フランスの建築家。中世建築、ゴシック建築が専門。同地のボア＝ドゥ＝ヴォー墓地 (Cimetière du Bois-de-Vaux)（セクション18）に埋葬[7]。
- ピエール・ド・クーベルタン - フランスの教育者、近代オリンピック創始者。同地のボア＝ドゥ＝ヴォー墓地（セクション9）に埋葬[7]。
- アルフォンス・ラヴリール - スイスのフランス系建築家。同地のボア＝ドゥ＝ヴォー墓地（セクション1）に埋葬[7]。
- ココ・シャネル（ガブリエル・シャネル） - シャネル創業者。第二次世界大戦後、「対独協力者（コラボラトゥール）」として同地で10年ほど亡命生活を送った。同地のボア＝ドゥ＝ヴォー墓地（セクション9）に埋葬[7]。
- ポール・ロベール（フランス語版、英語版） - フランス語の辞書学者。同地のボア＝ドゥ＝ヴォー墓地（セクション9）に埋葬[7]。
- リアーヌ・ド・プジー - フランスのクルチザンヌ。同地で死去。
- ジャン・アヌイ - フランスの劇作家、作家。1980年に甲状腺ウィルスを患って以降心筋梗塞などに見舞われ、同地で引退生活を送り1987年に死去。
- キャプシーヌ - 女優、モデル。1990年、自宅で自死。
- エレナ・ア・ロムニエイ - ルーマニア王太后。ボワ＝ド＝ヴォー墓地に埋葬[8]。
- パヴレ・カラジョルジェヴィチ、オルガ・ティス・エラザス - 旧ユーゴスラビア王国摂政宮夫妻。夫妻と次男ニコラらはボワ＝ド＝ヴォー墓地に埋葬されたが、2012年10月4日、セルビア中部トポラ近郊聖ジョルジェ教会にあるカラジョルジェヴィチ家の大霊廟に改葬された[9]。